# Debora Villa
Debora Villa (Pioltello, 13 aprile 1969) è una comica, attrice, sceneggiatrice, conduttrice televisiva e radiofonica italiana.
Divenuta famosa per il ruolo di Patti nella sitcom Camera Café, nel corso della sua carriera ha recitato in serie televisive, tra cui Così fan tutte,  Alex & Co., e ricoperto il ruolo di comica in programmi televisivi, tra cui Zelig e Colorado. Ha inoltre lavorato  in film diretti da Alessandro Siani, Giovanni Bognetti e Paolo Costella e recitato, scritto e diretto spettacoli teatrali nei maggiori teatri italiani.

## Biografia
Originaria di Pioltello (MI), frequenta la scuola di teatro della compagnia teatrale Quelli di Grock e, successivamente, il laboratorio per attori tenuto da Raul Manso. Presso l'Umanitaria di Milano segue i seminari di Manuel Ferreira e Donatella Massimilla sul teatro di strada e di canto con Germana Giannini, apparendo in alcune rappresentazioni teatrali. Nel 1997 è tra le fondatirici a Saronno della Società per Artisti, presso la quale insegna teatro. Tra il 2001 e il 2002 recita in Questa sera si recita Molière di Paolo Rossi all'Arena del Sole di Bologna. Nel 2002 recita con Max Pisu nello spettacolo Anche alle balene piacciono le carezze di Valerio Peretti Cucchi sotto la regia di Daniele Formica.
Partecipa a programmi televisivi sulle reti Mediaset e Rai tra cui Colorado Cafè, Sputnik, Super Ciro, Rido e Scatafascio, ed è nota in particolare per il ruolo della segretaria Patti nella sitcom Camera Café. Per qualche puntata è un'inviata del programma Le Iene. Dal 2005 al 2008 è co-conduttrice, a fianco di Enrico Bertolino, di Glob - L'osceno del villaggio su Rai 3, mentre nelle edizioni successive del programma è invitata frequentemente come ospite. Nel 2009 è, con Alessia Marcuzzi, protagonista della sitcom Così fan tutte, e nello stesso anno, entra nel cast di Zelig. Nel 2010 scrive il libro Amo un bastardo (ma non è il mio cane), edito per la Mondadori.
Dal 30 ottobre 2011 conduce Lilit - In un mondo migliore su Rai 3. Dal 12 aprile 2012 al 4 giugno 2013, prende parte alla fiction Benvenuti a tavola - Nord vs Sud, nella parte di Elisabetta Conforti, e partecipa al programma televisivo Questo pazzo pazzo matrimonio. Nell'autunno 2012 in coppia con l'attore Alessandro Sampaoli, partecipa e vince la prima edizione del reality-game di Rai 2 Pechino Express. Nello stesso anno pubblica per Cairo editore il libro Donne che corrono dietro ai lupi. Da agosto 2013 conduce No comment, trasmissione del mattino di Radio Monte Carlo. Nel 2014 recita nel ruolo di Annamaria nella sesta stagione della serie I Cesaroni. Dal 2013 al 2015 intraprende il tour teatrale con lo spettacolo Donne che corrono dietro ai lupi, tratto dall'omonimo romanzo di Villa, assieme a Rafael Didoni.
Nel 2015 entra a far parte del cast della serie Disney Alex & Co., interpretando la bidella Nina sino alla chiusura della serie nel 2017. Nello stesso anno recita nel film di Paolo Costella Matrimonio al Sud. Nell'autunno dello stesso anno partecipa come comica alla nuova edizione di Colorado e nel programma XLove. Nel 2016 recita nella serie televisiva Snooze - Ogni benedetta mattina in onda su Italia 1, e alla serie TV di Canale 5: Matrimoni e altre follie. Nell'autunno 2016 è ospite di vari programmi come Stasera tutto è possibile, Bring the Noise, e Singing in the Car. Nello stesso anno torna al cinema con Massimo Boldi con il cinepanettone Un Natale al Sud in uscita a dicembre 2016. A maggio 2017 approda a Selfie - Le cose cambiano, dove diventa la protagonista della rubrica comica: 'Selfie Tube', e partecipa come concorrente a Giù in 60 secondi - Adrenalina ad alta quota. Nel corso del 2017 intraprende lo spettacolo al di con Rossana Mola e Rafaèl Didoni.
Dal 2018 è parte della giuria di Cuochi e fiamme per Food Network e torna a far parte del cast comico di Zelig Tv. Tra il 2018 e il 2020 fa parte del cast attoriale dello spettacolo Matilde e il tram per San Vittore, testo e regia di Renato Sarti, intraprendendo una tournée di alcuni teatri italiani. Sempre nel 2018 intraprende la  tournée teatrale solista con lo spettacolo Gli uomini vengono da Marte, le donne da Venere, terminata nel 2020. Nel 2020 conduce il programma radiofonico Maledetta mattina per Radio2 con Riccardo Bocca. Nel 2021 ha fatto parte del cast di Ogni mattina come opinionista. Nel 2022 torna a recitare al cinema nel film Il mammone di Giovanni Bognetti, e partecipa ai programmi Stand up! Comici in prova e Alessandro Borghese - Celebrity Chef. Nel 2023 è presente nel cast del film Tramite amicizia di Alessandro Siani.
Da gennaio a maggio 2024 intraprende la tournée teatrale Tilt: esaurimento globale, scritto dalla stessa attrice con Carlo Gabardini. Nello stesso anno torna a recitare in Matilde e il tram per San Vittore, presso il Piccolo Teatro di Milano. Tra aprile e maggio 2024 partecipa come concorrente al programma televisivo Comedy Match sul Nove.

## Vita privata
Nel 2005 si è sposata con Mirko Donno, da cui divorzierà nel 2016; dal matrimonio è nata la figlia Lisa.

## Attivismo
Nel corso della carriera si è esposta a favore dei diritti delle donne e dei diritti LGBT in Italia.

## Filmografia

### Cinema
- Il cosmo sul comò, regia di Marcello Cesena (2008)
- Fuga dal call center, regia di Federico Rizzo (2009)
- Tutta colpa della musica, regia di Ricky Tognazzi (2011)
- Matrimonio al Sud, regia di Paolo Costella (2015)
- Un Natale al Sud, regia di Federico Marsicano (2016)
- Il mammone, regia di Giovanni Bognetti (2022)
- Tramite amicizia, regia di Alessandro Siani (2023)
- Una terapia di gruppo, regia di Paolo Costella (2024)

### Televisione
- Camera Café – serie TV, 641 episodi (Italia 1, 2003-2012)
- Glob - L'osceno del villaggio (Rai 3, 2005-2008) - comica
- Nickelodeon Kids' Choice Awards (Nickelodeon, 2006-2007) - conduttrice
- Così fan tutte – serie TV, 30 episodi (Italia 1, 2009-2012)
- Zelig (Canale 5, 2009-2011) - comica
- Lilit - In un mondo migliore –  programma tv (Rai 3, 2011-2012) - conduttrice
- Questo pazzo pazzo matrimonio (Italia 1, 2012)
- Pechino Express (Rai 2, 2012) - concorrente (vincitrice)
- Benvenuti a tavola - Nord vs Sud – serie TV, 34 episodi (Canale 5, 2012-2013)
- I Cesaroni 6 – serie TV, 2 episodi (Canale 5, 2014)
- Colorado (Italia 1, 2015)  - comica
- XLove (Italia 1, 2015)  - comica
- Alex & Co. – serie TV, 51 episodi (Disney Channel, 2015-2017)
- The store of my life – serie TV, 25 episodi (Italia 1, 2015-2016)
- Radio Alex – serie TV, 6 episodi (Disney Channel, 2016)
- Snooze - Ogni benedetta mattina – serie TV, 18 episodi (Italia 1, 2016)
- Matrimoni e altre follie – serie TV, 24 episodi (Canale 5, 2016)
- Caduta libera (Canale 5, 2016-2017) - concorrente ricorrente
- Giù in 60 secondi - Adrenalina ad alta quota (Italia 1, 2017) - concorrente
- Cuochi e fiamme (Food Network, dal 2018) - giudice
- Zelig Tv (dal 2018) - comica
- Deal With It - Stai al gioco (Nove, 2019-2022) - concorrente ricorrente
- Ogni mattina (TV8, 2021) - ospite ricorrente
- Games of Games (Rai 2, 2021) - concorrente
- Detto fatto (Rai 2, 2021-2022) - opinionista
- Odio il natale – serie tv (Netflix, 2023)
- Stand up! Comici in prova (Nove, 2022) - concorrente
- Alessandro Borghese - Celebrity Chef (TV8, 2022) - concorrente
- Comedy Match – programma televisivo (Nove, 2024) - concorrente

## Teatro
- Itaca Itaca (1991)
- Le mosche (1992)
- Le ali della libertà (1993)
- Tristano e Isolde (1997)
- Shakespeare al kilo (2001)
- Mi piace pensare che sia amore (2001)
- Questa sera si recita Molière di Paolo Rossi, regia di Paolo Rossi. Arena del Sole di Bologna (2001-2002)
- Anche alle balene piacciono le carezze di Valerio Peretti Cucchi, regia di Daniele Formica Debora Villa e Max Pisu. (2002)
- Donne che corrono dietro ai lupi di Debora Villa, Francesca Micardi, Alessandra Torre, regia di Debora Villa. Tour teatrale (2013-2015)
- Sogno di una notte di mezz'età di Debara Villa, Giovanna Donini, Gianmarco Pozzoli. Teatro della Cooperativa di Milano (2017), Teatro Dehon di Bologna (2018)
- I Sette vizi capitali: Viaggio all’inf(t)erno dell’uomo di . Teatro della Cooperativa di Milano (2017-2018)
- Matilde e il tram per San Vittore, di Renato Sarti, regia di Renato Sarti. Tour teatrale  (2018-2020), Piccolo Teatro di Milano (2024)
- Gli uomini vengono da Marte, le donne da Venere di John Gray,  Debora Villa, Giovanna Donini, Andrea Midena, regia di Debora Villa e Giovanna Donini. Tour teatrale (2018-2020)
- Tilt: esaurimento globale di Debora Villa e Carlo Gabardini. Tour teatrale (2024)

## Web series
- Mind - The Series, episodio 1 "Il vecchio gruppo", regia di Piergiorgio Seidita (2011)

## Doppiaggio
- Destiny in Doggywood - serie TV (2013)

## Musica

### Con Ruggero de I Timidi

#### Album
- Frutto proibito (2015)

#### Singoli
- Natale al Motel (2016)

## Radio
- Scaldasole giovedì Night Live (2001) - Radio Popolare
- Casa di ringhiera (2001) - Radio Italia Network
- Si salvi chi può (2010) - Radio Monte Carlo
- No comment (2013) - Radio Monte Carlo
- Maledetta mattina (2020) - Radio2

## Libri
- Amo un bastardo (ma non è il mio cane), Mondadori (2010)
- Donne che corrono dietro ai lupi, Cairo editore (2012)